# Kompleksni spojevi
Kompleksni ili složeni spojevi su najčešće ionski spojevi odnosno kompleksne soli (kristali ili otopine), zato je bolje govoriti o kompleksnim ionima.
Kompleksni ion građen je od središnjeg iona (kationa) koji je okružen određenim brojem atomskih skupina (molekula ili iona) koje nazivamo ligandi. Broj liganda je najčešće 2, 4,  6 ili 8 (koordinacijski broj). Središnji ion obično dolazi od nekog prijelaznog metala (Cr, Ni, Co, Fe, Pd, Pt), dok su ligandi najčešće anioni (F–, Cl–,           CN–, OH–, NO2–) i male molekule (NH3, CO, H2O, NO), a rjeđe kationi. Umjesto više malih molekula (iona) ulogu liganda može preuzeti samo jedna veća molekula.
Između središnjeg iona i liganda nastaje posebna kemijska veza koju nazivamo koordinacijska veza zbog pravilnog rasporeda liganda oko središnjeg iona. Veza ima određeni kovalentni karakter ali se i razlikuje od nje. Umjesto zajedničkog elektronskog para u koji obje strane daju po jedan elektron, ligandi raspolažu s vlastitim nepodijeljenim elektronskim parom koji jednostrano ulažu u vezu sa središnjim ionom zbog međusobne elektrostatske privlačnosti. Time središnji ion elektronima popunjava prazne elektronske orbitale, postiže stabilniju elektronsku konfiguraciju i time nižu energiju.
Osnovnu teoriju kompleksnih spojeva postavio je švicarski kemičar Alfred Werner, davne 1898. g., koja uz stanovite preinake još i danas vrijedi.

### Struktura kompleksnih spojeva
Kemijski spojevi nastaju povezivanjem atoma koji zbog pravila okteta teže ostvariti elektronsku konfiguraciju najbližega plemenitog plina. Ioni prijelaznih metala nemaju elektronsku konfiguraciju plemenitog plina pa je ostvaruju vezivanjem s ionima ili molekulama koje imaju nepodijeljen elektronski par. Ioni prijelaznih metala nazivaju se središnji ioni, a ioni i molekule koji okružuju središnji ion su ligandi (lat. ligare znači vezati). Veza između središnjeg atoma i liganda uglavnom je kovalentna ili donorsko-akceptorska (lat. donare znači darovati a acceptare znači primati).
Središnji ion je pozitivna čestica velike ionizacijske energije. To mogu biti svi elementi platinske skupine, podskupine željeza (kobalt i nikal), bakra, (srebro i zlato), cinka (kadmij i živa) i dr., a također i nemetali, npr. bor, silicij, fosfor, dušik i dr.
Ligandi ili adendi (lat. addendus znači onaj koji se pribraja) mogu biti ioni sa slobodnim elektronskim parom, primjer F-, Cl-, I-, OH-, CN- i dr., ili molekule koje imaju nepodijeljen par elektrona i izražen polarni karakter, npr. H2O, NH3, NO, CO i dr.
Broj iona ili molekula vezanih oko središnjeg iona u kompleksu zove se koordinacijski broj i može biti paran ili neparan. Koordinacijski broj ovisi o veličini (promjeru) središnjeg atoma. Ako je središnji ion veći, oko njega će se smjestiti više manjih liganada. Broj liganada ovisi i o elektronegativnosti središnjeg iona i donorskim osobinama liganda.
Ligandi su razmješteni u prostoru oko središnjeg iona na različite načine. Geometrijska tijela koja pokazuju razmještaj nazivaju se koordinacijski poliedri.
Ako je središnji metalni ion koordiniran s:
- Dva liganda, tada oni leže u istoj ravnini.
- Četiri liganda, tada su oni raspoređeni na vrhovima kvadrata (planarni raspored), a središnji je ion u sredini i u istoj ravnini s ligandima.
- Ako je raspored liganada tetraedarski (piramida), središnji je ion u sredini, a ligandi na vrhovima
- Najčešći koordinacijski poliedar za koordinacijue šest jest oktaedar (grč. okto znači osam, a hedra znači ploha.)
- Ako je koordinacijski broj osam, ligandi su na vrhovima dodekaedra.

Neki ligandi koji su ioni, na primjer Cl-, I-, CO3(2-) ili molekule, na primjer NH3, H2O, daju jedan par elektrona u nepopunjenu ljusku metalnog iona. Mogu zaposjesti samo jedan vrh koordinacijskog poliedra te se nazivaju monodentatni ligandi (lat. dens znači zub).
Ligandi koji mogu dati više elektronskih parova i zaposjesti više vrhova koordinacijskog poliedra zovu se polidentatni ili kelati (grč. chelae znači kliješta raka)
Nastanak i građa kompleksnog iona mogu se objasniti na primjeru cinka, koji tvori kompleksni ion [Zn(NH3)4]2+.
Redni broj cinka je 30. Ion cinka, Zn2+ ima 28 elektrona. Središnji atom teži postići konfiguraciju plemenitog plina kriptona rednog broja 36. U kompleksnom spoju cink prima četiri liganda (molekule amonijaka), s kojima dijeli četiri para elektrona. Ukupno cink ima 28 više 8, tj. 36 elektrona, a to je stabilna konfiguracija plina kriptona.
Primjer (reakcija je reverzibilna):   Zn2+ + 4NH3 -> [Zn(NH3)4]2+
U ovom je slučaju Zn središnji ion, (NH3) je ligand, a broj četiri (4).
Kompleksni spojevi u određenim uvjetima ulaze u reakciju zamjene ili supstitucije liganada drugom vrstom te nastaju tzv. mješoviti kompleksi.